# Río Salas
El río Salas, o Sales, es un río internacional del noroeste de la península ibérica que discurre por el norte de Portugal y el sur de Galicia (España). 

## Curso
Nace en España en la vertiente norte de la sierra de Laroco, en el municipio gallego de Baltar. Atraviesa el territorio del antiguo Coto Mixto y el extremo norte de la parroquia fronteriza de Tourém (Montalegre). El antiguo castillo de Piconha custodiaba el valle de Salas. Desemboca en el río Limia, todavía en España, cerca de la localidad de Lobios.
Sus aguas están embalsadas en el embalse de Salas, que tiene una capacidad de 87 hm3.

## Afluentes
- Ribeiro de Barjas